# هالو راک (تنسی)
هالوو راک(به انگلیسی: Hollow Rock) شهری در ایالت تنسی کشور ایالات متحده آمریکا است که جمعیت آن در سرشماری سال ۲۰۱۰ میلادی، ۷۱۸ نفر بوده‌است.